# 언더워터 (영화)
《언더워터》(영어: Underwater)는 2020년 개봉된 미국의 SF 액션 공포 영화로, 윌리엄 유뱅크가 감독을 맡았고 크리스틴 스튜어트, 뱅상 카셀, T. J. 밀러, 제시카 헤닉이 출연한다. 20세기 폭스라는 회사명으로 배급한 마지막 영화이다.

## 줄거리
톈 산업에서 운영하는 해저 기지 케플러 822는 세계 최대 깊이의 마리아나 해구 심해에서 원유 시추 작업을 진행하고 있다. 어느 날 강진으로 인해 시설 일부가 파괴되면서 생존을 위한 탈출이 시작된다.

## 출연
- 크리스틴 스튜어트 - 노라 프라이스, 기계 공학자 역
- 뱅상 카셀 - 뤼시앵 함장 역
- 제시카 헤닉 - 에밀리 해버섐, 생물학자 역
- 존 갤러거 주니어 - 리엄 스미스, 공학자 역
- 마머두 아체이 - 로드리고, 승무원 역
- T. J. 밀러 - 폴, 승무원 역
- 거너 라이트 - 리 역
- 피오나 러네이

## 감상·평가
환경 파괴의 심각성과 점진적인 죽음에 대한 공포를 연출함으로써 긴장감을 고조시키지만 한편으로는 생존만을 위한 이기적인 죽음 또는 이익만을 위한 환경파괴도 중요한 문제이듯이 생명이 생명을 살리는 고귀함이 생명이 생명을 죽이는 순환적인 파괴성보다 더 중요하다는 점을 연속적으로 극명하게 대비하여 다루고있다. 이러한 연출의 맥락은 생명이 생명을 파괴하는 악순환의 고리를 끊는 유일한 방법은 생명이 생명을 살리는데 희망이 있다는 메시지를 잘 보여준다.

## 제작

### VFX·사운드
MPC(무빙 픽처 컴퍼니)가 VFX를 맡았으며 사운드 효과는 소니 픽처스 스튜디오(Sony Pictures Studios)에서 관여했다.